# Trường Đại học Y Hà Nội
Trường Đại học Y Hà Nội (tiếng Anh: Hanoi Medical University – HMU) là một trường đại học đầu ngành chuyên ngành y khoa tại Việt Nam. Trường có sứ mạng đào tạo bác sĩ, cử nhân có trình độ đại học, sau đại học, nghiên cứu khoa học và chuyển giao công nghệ y dược, hỗ trợ phát triển hệ thống y tế nhằm đáp ứng nhu cầu chăm sóc sức khỏe cho nhân dân khu vực Đồng bằng sông Hồng. Được xếp vào nhóm trường đại học trọng điểm quốc gia Việt Nam, trực thuộc Bộ Y tế.

## Lịch sử

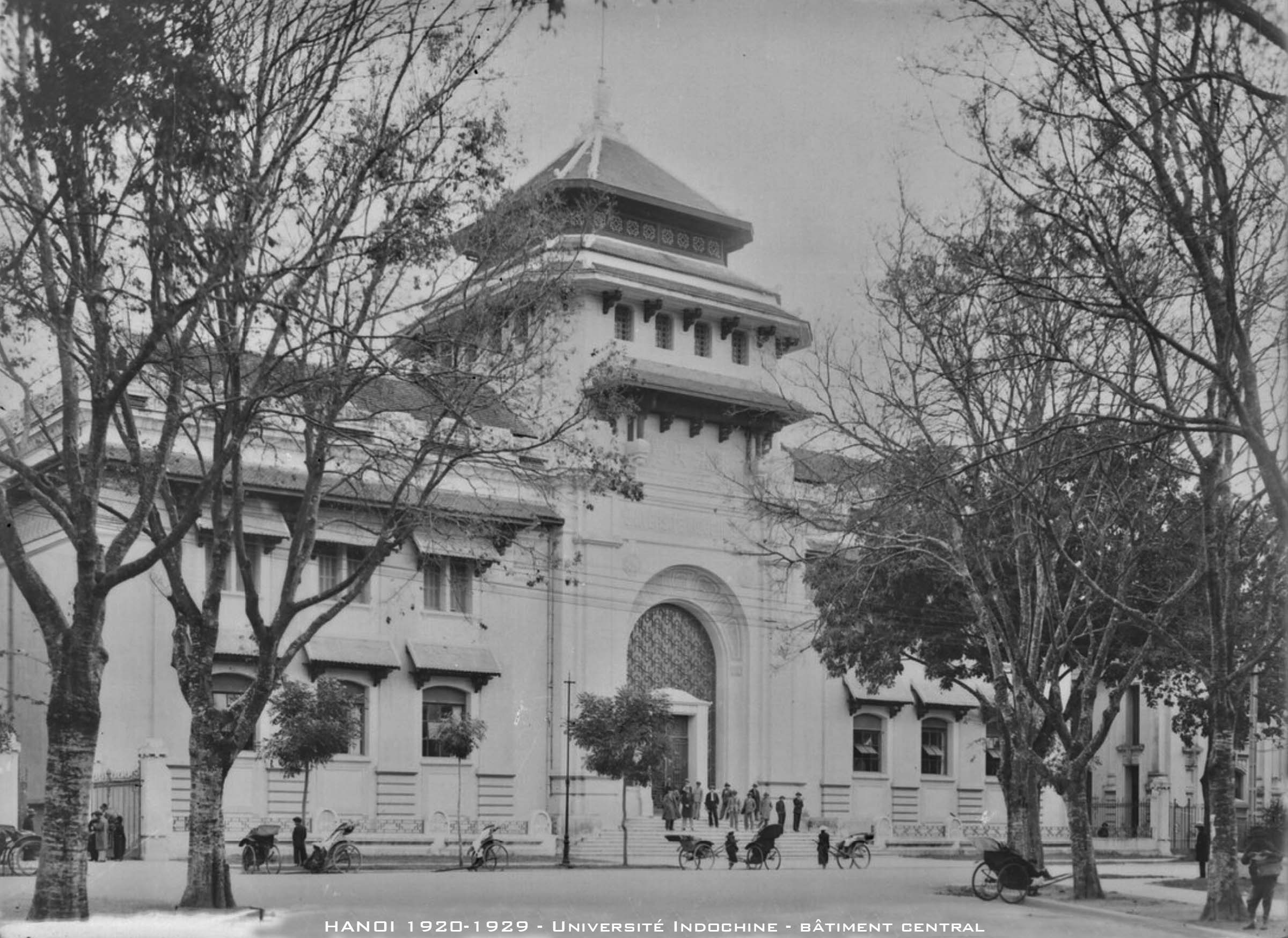
Hình ảnh của Trường Đại học Y Dược Hà Nội thuở mới được thành lập, năm 1930 tại 19 Lê Thánh Tông, Hoàn Kiếm

### Thời Pháp thuộc

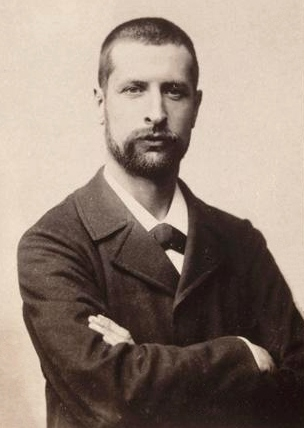
Bác sĩ Alexandre Yersin là người thành lập và là hiệu trưởng đầu tiên của Trường Y khoa Hà Nội (tiền thân của Đại học Y Hà Nội).

Tiền thân của trường Đại học Y Hà Nội là École de Médecine de Hanoi (Trường Y khoa Hà Nội) do Pháp thành lập năm 1902. Hiệu trưởng đầu tiên của trường là Bác sĩ Alexandre Yersin. Cùng với các trường chuyên ngành đã được thành lập cùng thời kỳ đó, như Trường Dạy nghề Hà Nội (École Professionelle de Hanoi) do Phòng Thương mại Hà Nội lập ra vào năm 1898, Trường Hậu bổ Hà Nội (École d'Aministration de Hanoi) năm 1897, Trường Công chính (École des Travaux Publics) năm 1902, đây là một trong những trường đào tạo theo lối giáo dục phương Tây đầu tiên ở Việt Nam. Năm 1906, Toàn quyền Đông Dương Paul Beau thành lập Viện Đại học Đông Dương, Trường Y khoa Đông Dương trở thành một trường thành viên của Viện Đại học Đông Dương và vẫn tiếp tục đào tạo sau khi viện đại học này tạm ngừng hoạt động từ năm 1908. Năm 1913, Toàn quyền Albert Sarraut ký nghị định thành lập Trường Y Dược khoa Đông Dương trên cơ sở Trường Y khoa cũ. Cho tới năm 1914, trường đã đào tạo được 237 y sĩ, y tá và nữ hộ sinh.

### Việt Nam Dân chủ Cộng hòa
Trường Y khoa nguyên thủy đặt tại đường Lê Thánh Tông, và đằng sau trường là bệnh viện thực hành nay mang tên Bệnh viện 108. Năm 1945, Trường đổi tên thành Trường Đại học Y Dược Hà Nội. Dưới chính thể Việt Nam Dân chủ Cộng hòa, giáo trình đổi theo mô hình giáo dục Liên Xô. Ngoài việc đào tạo chuyên môn, trường theo đuổi học tập chính trị qua những đợt chỉnh huấn, tham gia "học tập công nông". Năm 1958, 1/6 thời giờ học trình dành cho việc học tập chính trị. Từ sáu năm học, học trình rút xuống còn bốn năm nhưng đến năm 1962 thì trở lại chương trình sáu năm vì phẩm chất kém. Tuy nhiên, 12% thời giờ vẫn là học chính trị và khi tốt nghiệp sinh viên không trình luận án mà thi hai phần: chuyên môn và chính trị để ra trường. Năm 1961, Trường Đại học Dược Hà Nội tách ra và lấy khuôn viên này, Trường Đại học Y Hà Nội chuyển đến số 1 đường Tôn Thất Tùng và ở đó cho đến nay, cạnh Bệnh viện Bạch Mai. Từ 1968 đến 1975, trường quản lý phân hiệu tại tỉnh Bắc Thái mang tên Phân hiệu Đại học Y khoa Miền núi, nay là Trường Đại học Y - Dược, Đại học Thái Nguyên. Hiện tại, nó cũng có cơ quan nằm trong Bệnh viện Hữu nghị Việt Đức.

### Cộng hòa Xã hội chủ nghĩa Việt Nam
Bệnh viện Đại học Y Hà Nội, cơ sở thực nghiệm của Trường Đại học Y Hà Nội, đã được đưa vào hoạt động năm 2007. Viện Đái tháo đường và Rối loạn chuyển hoá, đây là viện quốc gia do Bộ Y tế thành lập theo quyết định 1368/QĐ–BYT ngày 27/4/2010. Viện có chức năng nghiên cứu khoa học, đào tạo, khám chữa bệnh, hợp tác quốc tế trong lĩnh vực phòng chống bệnh đái tháo đường và các bệnh rối loạn chuyển hoá. Nhà trường đã kỷ niệm 110 năm thành lập vào năm 2012. Ngày 15 tháng 12 năm 2014, Bộ Giáo dục và Đào tạo phối hợp với UBND tỉnh Thanh Hóa tổ chức lễ công bố quyết định thành lập Phân hiệu Đại Học Y Hà Nội tại Thanh Hóa, có địa chỉ tại Phố Quang Trung 3 – Phường Đông Vệ – TP Thanh Hóa.

## Cơ cấu tổ chức

#### 1. Viện Đào tạo Răng Hàm Mặt.
Viện trưởng: PGS. TS. Tống Minh Sơn.

##### Khối Bộ môn
- Bộ môn Bệnh lý miệng và Phẫu thuật Hàm Mặt.
- Bộ môn Chữa răng và Nội nha.
- Bộ môn Nắn chỉnh Răng.
- Bộ môn Nha chu.
- Bộ môn Nha khoa cơ sở.
- Bộ môn Nha khoa cộng đồng.
- Bộ môn Phục hình răng.
- Bộ môn Phẫu thuật miệng.
- Bộ môn Răng trẻ em.
- Bộ môn Lão nha.
- Bộ môn Cấy ghép Nha khoa.

##### Khối Văn phòng
- Phòng Đào tạo - Quản lý Khoa học - Hợp tác Quốc tế.
- Phòng Tổ chức - Hành chính - Quản trị.
- Phòng Tài chính Kế toán.

##### Trung tâm
- Trung tâm Nghiên cứu Răng Hàm Mặt.
- Trung tâm Kỹ thuật cao khám chữa bệnh Răng Hàm Mặt.

#### 2. Viện Đào tạo Y học dự phòng và Y tế công cộng.
Viện trưởng: PGS. TS. Lê Minh Giang.
(11 bộ môn, 03 phòng chức năng, 01 trung tâm và 01 phòng khám).

##### Khối Bộ môn
- Bộ môn Dịch tễ học.
- Bộ môn Dân số học.
- Bộ môn Dinh dưỡng và An toàn thực phẩm.
- Bộ môn Giáo dục Sức khỏe.
- Bộ môn Kinh tế Y tế.
- Bộ môn Sức khỏe Nghề nghiệp.
- Bộ môn Sức khỏe Môi trường.
- Bộ môn Tổ chức và Quản lý Y tế.
- Bộ môn Sức khỏe Toàn cầu.
- Bộ môn Thống kê - Tin học Y học.
- Bộ môn Y đức và Tâm lý học.

##### Khối Văn phòng
- Phòng Đào tạo - Nghiên cứu Khoa học - Quản lý y tế.
- Phòng Tổ chức - Hành chính - Quản trị.
- Phòng Tài chính Kế toán.

##### Trung tâm
- Trung tâm Nghiên cứu, Đào tạo và Chăm sóc Sức khỏe cộng đồng.

##### Phòng khám
- Phòng khám đa khoa và Khám bệnh nghề nghiệp.

#### 3. Khoa Khoa học cơ bản
- Bộ môn Giáo dục Quốc phòng.
- Bộ môn Giáo dục Thể chất.
- Bộ môn Hóa học.
- Bộ môn Lý luận Chính trị.
- Bộ môn Toán - Tin.
- Bộ môn Y vật lý.
- Bộ môn Ngoại ngữ.
- Văn phòng khoa.

#### 4. Khoa Y
(36 bộ môn, 01 văn phòng khoa).
- Bộ môn Hóa sinh.
- Bộ môn Dược lý.
- Bộ môn Giáo dục Y học.
- Bộ môn Giải phẫu bệnh.
- Bộ môn Giải phẫu.
- Bộ môn Ký sinh trùng.
- Bộ môn Mô - Phôi.
- Bộ môn Phẫu thuật thực nghiệm.
- Bộ môn Sinh lý bệnh - Miễn dịch.
- Bộ môn Sinh lý học.
- Bộ môn Vi sinh.
- Bộ môn Y Sinh học - Di truyền.
- Bộ môn Chẩn đoán hình ảnh.
- Bộ môn Da liễu.
- Bộ môn Dị ứng - Miễn dịch lâm sàng.
- Bộ môn Gây mê hồi sức.
- Bộ môn Hồi sức cấp cứu.
- Bộ môn Huyết học - Truyền máu.
- Bộ môn Lão khoa.
- Bộ môn Lao và bệnh phổi.
- Bộ môn Mắt.
- Bộ môn Ngoại.
- Bộ môn Nội.
- Bộ môn Nhi.
- Bộ môn Phẫu thuật tạo hình.
- Bộ môn Phụ sản.
- Bộ môn Phục hồi chức năng.
- Bộ môn Tai Mũi Họng.
- Bộ môn Tâm thần.
- Bộ môn Thần kinh.
- Bộ môn Tim mạch.
- Bộ môn Truyền nhiễm
- Bộ môn Ung thư.
- Bộ môn Y học gia đình
- Bộ môn Y học hạt nhân.
- Bộ môn Y pháp.
- Văn phòng khoa.

#### 5. Khoa Điều dưỡng - Hộ sinh.
(07 bộ môn và 01 văn phòng khoa)
- Bộ môn Điều dưỡng cơ bản.
- Bộ môn Điều dưỡng Cộng đồng và Gia đình.
- Bộ môn Điều dưỡng Người lớn.
- Bộ môn Điều dưỡng Sức khỏe Tâm thần.
- Bộ môn Điều dưỡng Trẻ em.
- Bộ môn Quản lý - Giáo dục Điều dưỡng.
- Bộ môn Hộ sinh.
- Văn phòng khoa.

#### 6. Khoa Kỹ thuật Y học.
(06 bộ môn và 01 văn phòng khoa)
- Bộ môn Bệnh học phân tử.
- Bộ môn Giải phẫu bệnh lâm sàng.
- Bộ môn Hóa sinh lâm sàng.
- Bộ môn Khoa học xét nghiệm.
- Bộ môn Xét nghiệm huyết học - Truyền máu.
- Bộ môn Vi sinh - Ký sinh trùng lâm sàng.
- Văn phòng khoa.

#### 7. Khoa Y học cổ truyền.
(05 bộ môn và 01 văn phòng khoa)
- Bộ môn Châm cứu và các Phương pháp không dùng thuốc.
- Bộ môn Dược Y học cổ truyền.
- Bộ môn Lý luận Y học cổ truyền.
- Bộ môn Nội Y học cổ truyền.
- Bộ môn Ngoại Y học cổ truyền.
- Văn phòng khoa.

#### 8. Phân hiệu Đại học Y Hà Nội.
- Bộ môn Khoa học cơ bản (07 tổ bộ môn).
- Bộ môn Y học cơ sở (14 tổ bộ môn).
- Bộ môn hệ Ngoại (06 tổ bộ môn).
- Bộ môn hệ Nội (17 tổ bộ môn).
- Bộ môn Nội.
- Bộ môn Ngoại.
- Bộ môn Nhi.
- Bộ môn Phụ sản.
- Phòng chức năng (06 phòng).
- Thư viện.
- Trạm y tế.
- Bệnh viện Đại học Y Hà Nội cơ sở Thanh Hóa.

### Trung tâm (11)
- Trung tâm Gen Protein.
- Trung tâm Kiểm chuẩn chất lượng xét nghiệm y học.
- Trung tâm Dược lý lâm sàng.
- Trung tâm Khảo thí và Đảm bảo chất lượng giáo dục.
- Trung tâm Đào tạo theo nhu cầu xã hội.
- Trung tâm Dịch vụ tổng hợp.
- Trung tâm Đào tạo và Nghiên cứu về Lạm dụng chất - HIV.
- Trung tâm Phát triển chương trình đào tạo và Tư vấn nhân lực y tế.
- Trung tâm Độc chất Môi trường.
- Trung tâm Nghiên cứu và Phát triển.
- Trung tâm Kỹ năng tiền lâm sàng.

### Bệnh viện thực hành
- Bệnh viện Đại học Y Hà Nội - Giám đốc: PGS. TS. Nguyễn Lân Hiếu.

## Cơ sở

#### Cơ sở Hà Nội
Số 1 đường Tôn Thất Tùng, quận Đống Đa, Hà Nội, Việt Nam.

#### Cơ sở Thanh Hóa
Phố Quang Trung 3 – Phường Đông Vệ – TP Thanh Hóa, Tỉnh Thanh Hóa.

#### Bệnh viện Đại học Y Hà Nội
Số 1 đường Tôn Thất Tùng, quận Đống Đa, Hà Nội, Việt Nam

## Đội ngũ cán bộ
Gồm có hơn 1000 cán bộ giảng dạy và công chức, viên chức: 711 cán bộ có trình độ trên đại học và sau đại học (trong đó có 154 Giáo sư Phó giáo sư, 80 Tiến sĩ, 237 Thạc sĩ, 25 BSCKII, 17 BSCKI, 236 cán bộ đại học, 25 cán bộ cao đẳng, 122 cán bộ trung học) và rất nhiều các bác sĩ ở bệnh viện tuyến trung ương (Bạch Mai, Nhi trung ương, Việt Đức,...) làm giảng viên kiệm nhiệm giảng dạy thực hành tại bệnh viện.
Hiệu trưởng qua các thời kỳ: Hồ Đắc Di (1945–1976), Nguyễn Trinh Cơ (1976–1983), Nguyễn Năng An (1983–1985), Hoàng Đình Cầu (1985–1988), Nguyễn Thụ (1988–1993), Tôn Thất Bách (1993–2003), Nguyễn Lân Việt (2003–2007), Nguyễn Đức Hinh (2008–2018), Tạ Thành Văn, Đoàn Quốc Hưng (phụ trách) (2018 - 2021), Nguyễn Hữu Tú (từ tháng 11/2021 - nay).

## Đào tạo Đại học (09)
- Y khoa
- Y học cổ truyền
- Răng hàm mặt
- Y học dự phòng
- Cử nhân Kỹ thuật y học (Xét nghiệm y học)
- Cử nhân Điều dưỡng (và hệ Cử nhân Điều dưỡng tiên tiến)
- Cử nhân Y tế công cộng
- Cử nhân Dinh dưỡng
- Cử nhân Khúc xạ nhãn khoa
- Cử nhân Phục hồi chức năng

## Đào tạo Sau đại học
(172 chuyên ngành và hệ đào tạo)

### Thạc sĩ định hướng nghiên cứu (24)
- Điện quang và Y học hạt nhân (Chẩn đoán hình ảnh).
- Nội khoa (Da liễu).
- Dịch tễ học.
- Thạc sĩ điều dưỡng.
- Khoa học Y sinh (Giải phẫu bệnh).
- Khoa học Y sinh (Mô phôi thai học).
- Nội khoa (Huyết học - Truyền máu).
- Nội khoa.
- Nội tim mạch.
- Ngoại khoa.
- Ngoại khoa (Phẫu thuật tạo hình, tái tạo và thẩm mỹ).
- Nội khoa (Phục hồi chức năng).
- Răng - Hàm - Mặt.
- Sản phụ khoa.
- KHYS (Sinh lý bệnh).
- KHYS (Miễn dịch).
- KHYS (Sinh lý học).
- Tai - Mũi - Họng.
- Nội khoa (Tâm thần).
- Ung thư.
- KHYS (Vi sinh y học).
- Y học cổ truyền.
- Y học dự phòng.
- Y học gia đình.

### Thạc sĩ định hướng ứng dụng (36)
- Điện quang và Y học hạt nhân (CĐHA).
- Nội khoa (Da liễu).
- Dinh dưỡng.
- Thạc sĩ điều dưỡng.
- Gây mê hồi sức.
- KHYS (Giải phẫu bệnh).
- KHYS (Giải phẫu người).
- KHYS (Sinh lý học).
- KHYS (Hóa sinh Y học).
- Hồi sức cấp cứu và chống độc.
- Nội khoa (Huyết học - Truyền máu).
- Kỹ thuật Xét nghiệm Y học.
- Nội khoa (Lão khoa).
- Lao và bệnh phổi.
- KHYS (Miễn dịch).
- Nội khoa.
- Nội tim mạch.
- Ngoại khoa.
- Nhãn khoa.
- Nhi khoa.
- Sản phụ khoa.
- Tai - Mũi - Họng.
- Nội khoa (Tâm thần).
- Ngoại khoa (Phẫu thuật tạo hình, tái tạo và thẩm mỹ).
- Nội khoa (Phục hồi chức năng).
- Quản lý bệnh viện.
- Răng - Hàm - Mặt.
- Truyền nhiễm.
- Ung thư.
- KHYS (Vi sinh).
- Y học cổ truyền.
- Y học dự phòng.
- Y học gia đình.
- KHYS (Y sinh học di truyền).
- Điện quang và Y học hạt nhân (Y học hạt nhân).
- Y tế công cộng.

### BSNT (33)
- Chẩn đoán hình ảnh.
- Da liễu.
- Dị ứng.
- Dinh dưỡng.
- Dược lí và độc chất.
- Gây mê hồi sức.
- Giải phẫu bệnh.
- Hóa sinh Y học.
- Hồi sức cấp cứu và chống độc.
- Huyết học - Truyền máu.
- Ký sinh trùng.
- Lão khoa.
- Lao và bệnh phổi.
- Mô phôi thai học.
- Nội khoa.
- Nội - Tim mạch.
- Ngoại khoa.
- Nhãn khoa.
- Phẫu thuật tạo hình.
- Răng - Hàm - Mặt.
- Sản phụ khoa.
- Sinh lý bệnh.
- Sinh lý học.
- Tai - Mũi - Họng.
- Tâm thần.
- Thần kinh.
- Truyền nhiễm và các bệnh nhiệt đới.
- Ung thư.
- Vi sinh Y học.
- Y học cổ truyền.
- Y học gia đình.
- Y pháp.
- Y sinh học di truyền.

### Bác sĩ chuyên khoa I (30)
- Chẩn đoán hình ảnh.
- Da liễu.
- Dị ứng - Miễn dịch lâm sàng.
- Dinh dưỡng.
- Gây mê hồi sức.
- Giải phẫu bệnh.
- Hóa sinh Y học.
- Hồi sức cấp cứu.
- Huyết học - Truyền máu.
- KTYH CN xét nghiệm.
- Ký sinh trùng.
- Lao và bệnh phổi.
- Nội khoa.
- Nội tim mạch.
- Ngoại khoa.
- Nhãn khoa.
- Nhi khoa.
- Phẫu thuật tạo hình, thẩm mỹ.
- Phục hồi chức năng.
- Răng - Hàm - Mặt.
- Sản phụ khoa.
- Tai - Mũi - Họng.
- Tâm thần.
- Truyền nhiễm và các bệnh nhiệt đới.
- Ung thư.
- Y học cổ truyền.
- Y học gia đình.
- Y học dự phòng.
- Vi sinh Y học.
- Y pháp.

### Bác sĩ chuyên khoa II (25)
- Chẩn đoán hình ảnh.
- Da liễu.
- Gây mê hồi sức.
- Lão khoa.
- Nội hô hấp.
- Nội tiết.
- Nội tiêu hóa.
- Nội tim mạch.
- Nội thận - Tiết niệu.
- Nội cơ xương khớp.
- Ngoại khoa.
- Nhãn khoa.
- Nhi khoa.
- Phục hồi chức năng.
- Quản lý y tế.
- Răng - Hàm - Mặt.
- Sản phụ khoa.
- Tâm thần.
- Tai - Mũi - Họng.
- Truyền nhiễm và các bệnh nhiệt đới.
- Ung thư.
- Vi sinh Y học.
- Y học cổ truyền.
- Y pháp.
- Y học dự phòng.

### Tiến sĩ (24)
- Chẩn đoán hình ảnh.
- Dinh dưỡng.
- Gây mê hồi sức.
- Hồi sức cấp cứu và chống độc.
- Hóa sinh Y học.
- Chấn thương chỉnh hình và tạo hình.
- Giải phẫu bệnh và Pháp y.
- Ký sinh trùng và Côn trùng Y học.
- Ngoại thần kinh - Sọ não.
- Ngoại tiêu hóa.
- Nhãn khoa.
- Da liễu.
- Nhi khoa.
- Huyết học và truyền máu.
- Lão khoa.
- Nội thận - Tiết niệu.
- Nội tiết.
- Nội tiêu hóa.
- Tâm thần.
- Quản lý y tế.
- Răng - Hàm - Mặt.
- Sản phụ khoa.
- Ung thư.
- Y tế công cộng.

## Thành tích và hợp tác
- Tính đến năm 2007, trường đã đào tạo trên 17.000 bác sĩ chính quy, khoảng 10 ngàn học viên sau đại học.
- Trường phát triển những mũi nhọn của y học chuyên sâu như tim mạch, ghép tạng... một mặt phát triển những nghiên cứu của sức khoẻ cộng đồng, mở rộng hợp tác đa phương với hầu hết các nước trong khu vực và trên thế giới như Pháp, Mỹ, Hà Lan, Thuỵ Điển, Úc, Indonesia, Nhật Bản... để du nhập công nghệ mới.
- Trường Đại học Y trong thời chiến đã cung cấp đầy đủ số lượng bác sĩ cho các mặt trận và các vùng tự do. Những bác sĩ tốt nghiệp trong giai đoạn này, sau này đều trở thành lực lượng nòng cốt của nền y học Việt Nam.
- Cán bộ: Sau ngày 30 tháng 4 năm 1975, với làn sóng rời nước của viên chức Trường Đại học Y khoa Sài Gòn, nhiều người đã vào Sài Gòn để đảm nhiệm chức vụ quản lý và giảng dạy tại trường này.

## Hướng nghiên cứu
- Nghiên cứu ứng dụng hoặc chuyển giao công nghệ mới, các kỹ thuật nuôi cấy, bảo quản mô phôi và tế bào, ưu tiên cho tế bào gốc để phục vụ chẩn đoán, điều trị và dự phòng.
- Nghiên cứu ứng dụng y sinh học phân tử vào chẩn đoán và điều trị.
- Nghiên cứu tạo ra các sản phẩm sinh học, bán tổng hợp và tổng hợp phục vụ cho chẩn đoán, điều trị và dự phòng với các bước khác nhau.
- Nghiên cứu các giải pháp phát hiện bệnh sớm, các yếu tố nguy cơ và các biện pháp can thiệp nhằm chăm sóc sức khỏe cộng đồng.
- Thực hiện các mũi nhọn khoa học công nghệ của Nhà nước và ngành trên cơ sở phục vụ cộng đồng, xã hội nhằm nâng cao sức khỏe cho nhân dân. Tập trung nghiên cứu lĩnh vực y sinh học phân tử và một số bệnh di truyền, chuyển hóa, nội tiết (đái tháo đường...) và một số bệnh khác như bệnh tim mạch, ung thư, tâm thần...